# Takae Itō (femme politique, 1975)
Ne doit pas être confondu avec Takae Itō (femme politique, 1968).
Takae Itō (伊藤孝江, Itō Takae), née le 30 juin 1975, est une femme politique japonaise, représentant la préfecture d'Aichi à la Chambre des conseillers du Japon pour le Parti démocrate du peuple. 

## Jeunesse et études
Itō naît le 30 juin 1975 à Nagoya. Elle effectue ses études supérieurs à l'Université Kinjō Gakuin (en), dans le département de littérature. Elle rejoint en 1998 TV Osaka, présentant des émissions sportives et des documentaires,. En 2006, elle rejoint le groupe de Shiseido, en tant que publicitaire,.

## Carrière électorale
Elle décide de se présenter aux élections de la Chambre des conseillers du Japon de 2016 pendant son congé parental, motivée par les discours politiques de Shiori Yamao (en). Elle obtient l'investiture du Parti démocrate du Japon et remporte l'élection, faisant ainsi son entrée à la Chambre des Conseillers. 
Elle est élue le 10 juillet de la même année, après avoir obtenu 519 510 voix, et se plaçant en quatrième place des listes. 
Itō reçoit un vote, lors du vote de confirmation de Yoshihide Suga au poste de premier ministre du Japon en 2020, vote émis par sa collègue Shizuka Terada (ja), pour dénoncer le fait qu'au Japon, seuls des hommes âgés accèdent au poste de premier ministre, là où, en Europe, des femmes âgées d'une quarantaine d'années, comme Itō, accèdent à ce poste,. Itō se déclare surprise et flattée par ce vote, et déclare que cela la motive à faire changer les lignes de la politique japonaise, pour faciliter l'insertion des femmes. 
Le 23 décembre 2020, Itō est nommée vice-représentante nationale du Parti démocrate du peuple, qu'elle a rejoint l'année précédente. 
Elle est candidate à sa réélection en 2022, et conserve son siège. 

## Prises de positions
Lors de sa carrière politique, Itō met l'accent sur des problématiques touchant les femmes et la famille en général, comme les mesures contre la solitude et l'isolement, les jeunes aidants, la ménopause et les accouchements secrets. Elle se bat pour faciliter l'accès des femmes dans la politique japonaise, où elles sont encore en large minorité. Elle se déclare également favorable à la reconnaissance du mariage entre deux personnes du même sexe au Japon. 
Itō est également l'une des rares parlementaires japonaises à mettre en avant les problématiques liées à la précarité menstruelle, touchant près de 20 % des étudiantes japonaises, et à proposer des solutions législatives. 
Comme la majorité des conseillers démocrates, elle s'oppose à une révision de la constitution du Japon. Elle est également opposée à l'utilisation de l'énergie nucléaire, qu'elle soit militaire ou civile, et souhaite favoriser grandement les énergies renouvelables. 

## Vie privée
Elle est mariée est mère de deux filles, dont une atteinte d'une surdité génétique.
Parmi ses passe-temps, elle mentionne être une entremetteuse, et qu'elle a fait se rencontrer 17 couples, mariés depuis,.